# Bière tchèque

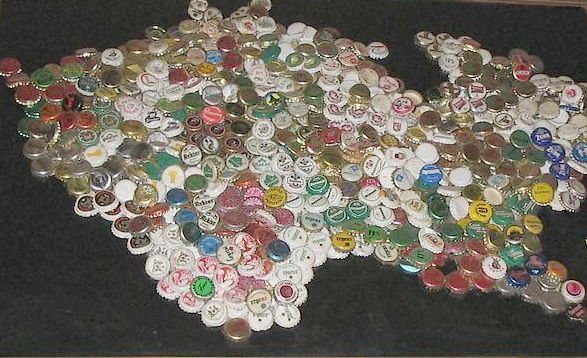
Carte de la République tchèque faite avec des capsules de bière

La bière tchèque (en tchèque : pivo) a une histoire longue et complexe. Aujourd’hui, la République tchèque est le pays où la consommation de bière par habitant est la plus importante dans le monde.

## Histoire
La première brasserie connue dans la région remonte à 1118. La ville de Brno s’était vue reconnue des droits de brassage dès le XIIe siècle, tandis que les deux villes traditionnellement associées avec la bière tchèque à savoir Plzeň et České Budějovice, ont une brasserie depuis le XIIIe siècle. Le houblon est également cultivé dans la région depuis fort longtemps et était utilisé aussi bien localement qu’exporté et ce depuis le XIIe siècle.
L'histoire de la bière moderne dans les régions tchèques (Bohême, Moravie et Silésie) remonte à la création de la Pilsner Urquell en 1842 qui révolutionna l’industrie brassicole. Auparavant, la Bohême était réputée pour ses bières de blé, connue en tchèque sous le vocable « světlé pivo » (bière légère), l’équivalent de la « weissbier » allemande ou de la « witbier » belge.
La plupart des grandes et moyennes villes possédaient au moins une brasserie. Mais les plus grandes brasseries se trouvaient à České Budějovice (Budweis en allemand), Plzeň (Pilsen en allemand) et Prague. On trouvait également des brasseries importantes dans les villes de Rakovník, Žatec (où était produit le houblon Saaz mondialement exporté) et Třeboň. À l’époque également, les monastères étaient, comme en Belgique, des centres actifs de production de bière ; ce qui n’est en revanche plus le cas aujourd’hui.

## Marques et brasseries
Les deux marques de bière tchèque les plus réputées (et les plus exportées) sont la Pilsner Urquell, la première et l’archétype des bières de type pilsner et la Budweiser Budvar (connue dans certains pays sous la marque Budějovický Budvar ou Czechvar). Parmi les autres grandes marques on peut citer Bernard, Gambrinus, Krušovice, Radegast, Starobrno, Staropramen, Velkopopovický Kozel ou encore Svijany.

### Brno et Moravie-du-Sud
La région de Moravie-du-Sud est plus réputée pour ses vins. Elle possède pourtant également des brasseries de longue tradition comme Starobrno à Brno et Černá Hora.

### České Budějovice
Aujourd’hui encore, České Budějovice possède deux brasseries : Budějovický měšťanský pivovar a.s. (Marque Samson) et Budějovický Budvar n.p. (Marque Budweiser Budvar).
La cité qui s’est longtemps appelée Budweis car peuplée majoritairement d’Allemands (avant la Guerre) possède des brasseries depuis le XIIIe siècle. Les brasseries modernes sont plus récentes. La brasserie Budějovický měšťanský pivovar a ainsi été fondée en 1795 comme une brasserie municipale réunissant les bourgeois de la ville. À ce titre, elle peut se targuer d’être la première bière à pouvoir prétendre utiliser le label « budweiser » (qui veut dire de Budweis en allemand). La brasserie Budějovický Budvar n.p. a été créée en réaction par la bourgeoisie naissante de langue tchèque de la ville en 1895. Elle est aujourd’hui bien plus importante.
En 1876, le brasseur américain Anheuser-Busch commença à brasser une bière qu’il appela « Budweiser » en référence à cette longue tradition tchèque. Cet usage est à l’origine d’un des plus anciens conflits juridiques concernant une marque commerciale en l’occurrence « Budweiser ». Dans l’Union européenne (UE), Budějovický Budvar a obtenu, en juillet 2010, la reconnaissance de la paternité de la marque par un arrêt de la Cour de justice de l’Union européenne ainsi qu’un label d’Indication géographique protégée (IGP). Du fait de ce conflit, la bière Budweiser Budvar est distribuée en Amérique du Nord sous la marque Czechvar

### Plzeň

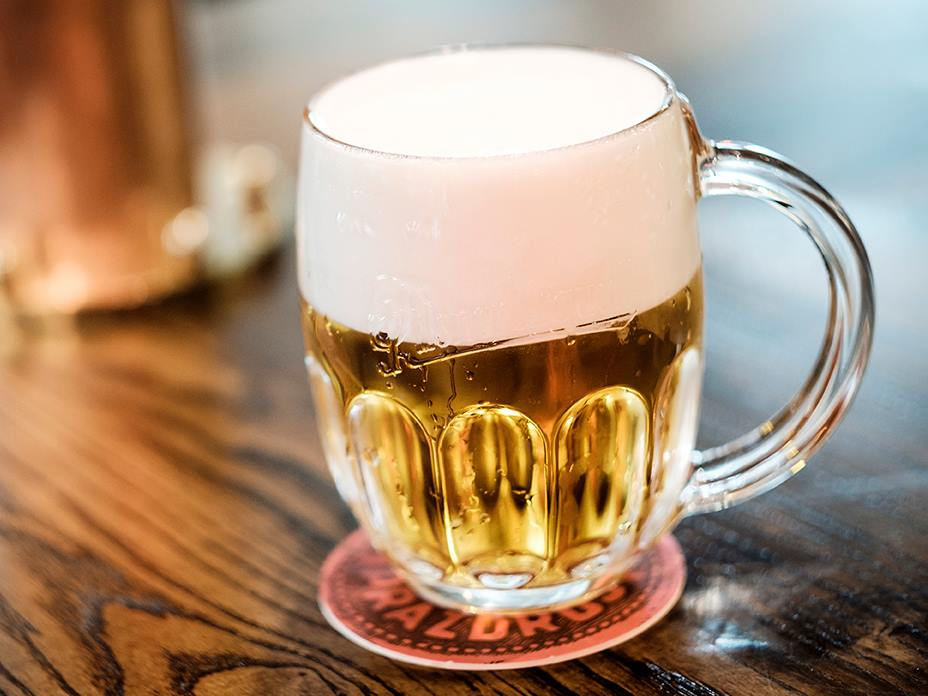
Verre de Pilsner Urquell

Pilsner Urquell est la première des bières de type pilsner jamais brassée. En 1842, les bourgeois de Plzeň (en allemand Pilsen) mandatèrent le maître brasseur bavarois Josef Groll pour produire une bière de qualité. Groll développa la bière pilsner dorée, la première bière claire jamais brassée. Le succès fut immédiat et la bière exportée sur l’ensemble de l’empire austro-hongrois. Des trains spéciaux quittaient Plzeň tous les jours pour approvisionner en pilsner les tavernes (et les tables des nobles et des bourgeois) de Prague et de Vienne. La Pilsner Urquell arriva à Paris et aux États-Unis en 1874. Aujourd’hui la maison mère de Pilsner Urquell, Plzeňský Prazdroj, brasse également à Plzeň les bières Gambrinus et Primus.

### Prague
L’histoire de la bière à Prague est intrinsèquement liée à l’histoire des différents monastères de la ville. Le monastère de Břevnov a ainsi enregistré ses premiers droits de brassage en 993. En 1088, le roi de Bohême Vratislav II garantissait le paiement d’une dîme sur le houblon au profit du chapitre de la cathédrale de Vyšehrad.
Aujourd’hui, la scène brassicole praguoise est dominée par Staropramen, même si la ville compte également de nombreuses petites brasseries, à l’image de la plus ancienne d’entre elles, U Fleků, fondée en 1499. Depuis le début des années 1990, de nombreuses microbrasseries se sont lancées à Prague.

## Types de bières modernes tchèques

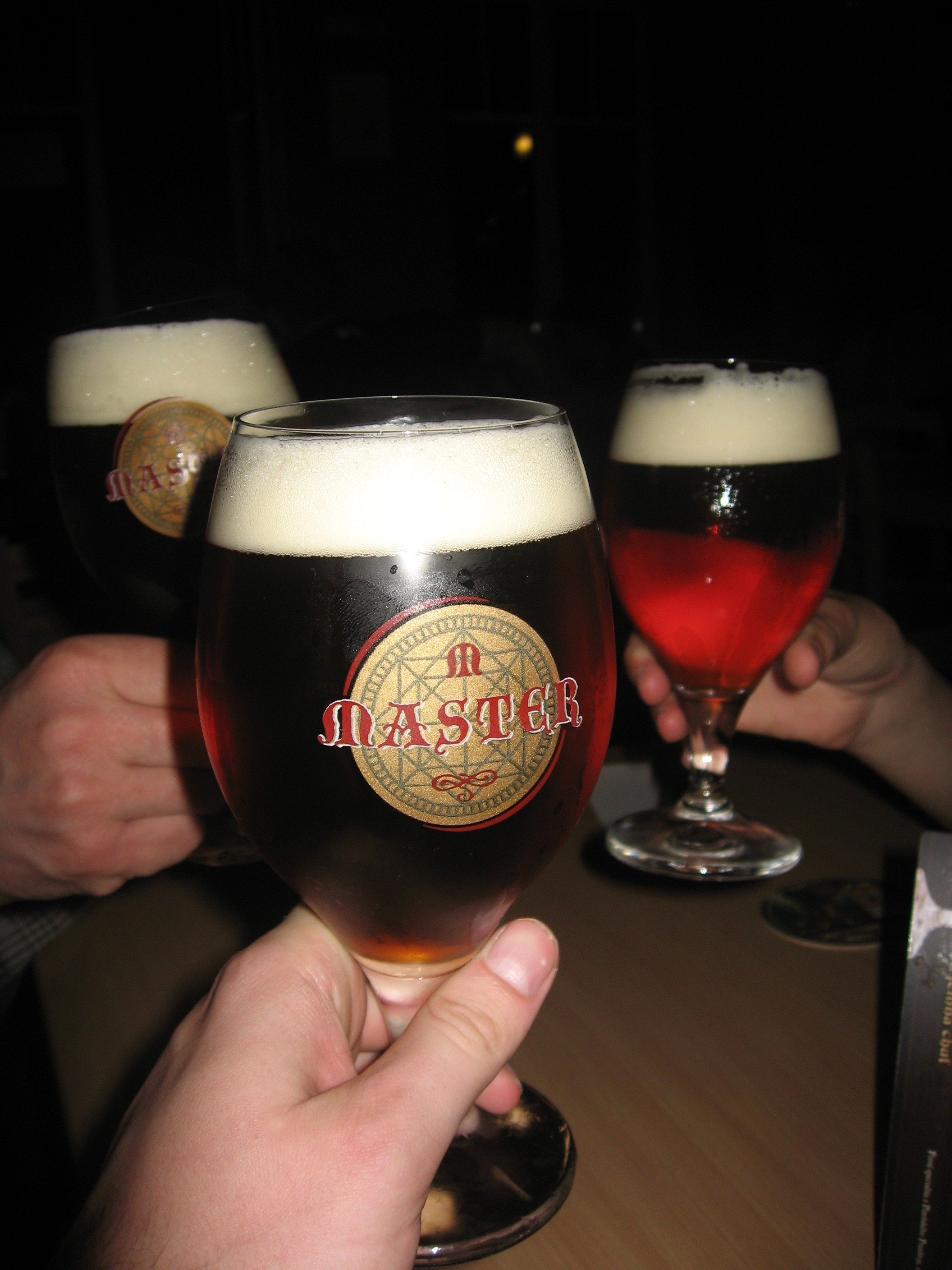
Verre de Master, bière tchèque sombre

La très grande majorité des bières brassées en République tchèque sont de type pilsner. Elles varient en couleur de pâle (Světlé) à ambrée (Polotmavé), sombre (Tmavé) et noire (Černé) et en degré d’alcoolémie qui varie entre 3° et 9°. Des bières de blé à fermentation haute (Pšeničné pivo) sont également produites localement.
D’après la loi tchèque, les bières se répartissent selon les catégories suivantes, quels que soient leur style et leur couleur :
1. Lehké, une bière légère qui titre à 8° Balling
2. Výčepní, une bière de table qui titre entre 8° et 10° Balling
3. Ležák, une bière lager classique qui titre entre 11° et 12,99° Balling
4. Premium, pour les bières qui dépassent le seuil de 13° Balling

## Dénomination
À l’origine, pilsner signifiait juste que la bière était brassée à Plzeň (en particulier la marque Pilsner Urquell qui fut enregistrée comme marque commerciale par la première brasserie). Par extension, le terme désigne aujourd’hui une bière lager pâle et houblonnée.
Concernant le litige opposant le groupe Anheuser-Busch et la brasserie de České Budějovice pour la possession de la marque Budweiser, voir l’article consacré à cette brasserie.

## Festivals

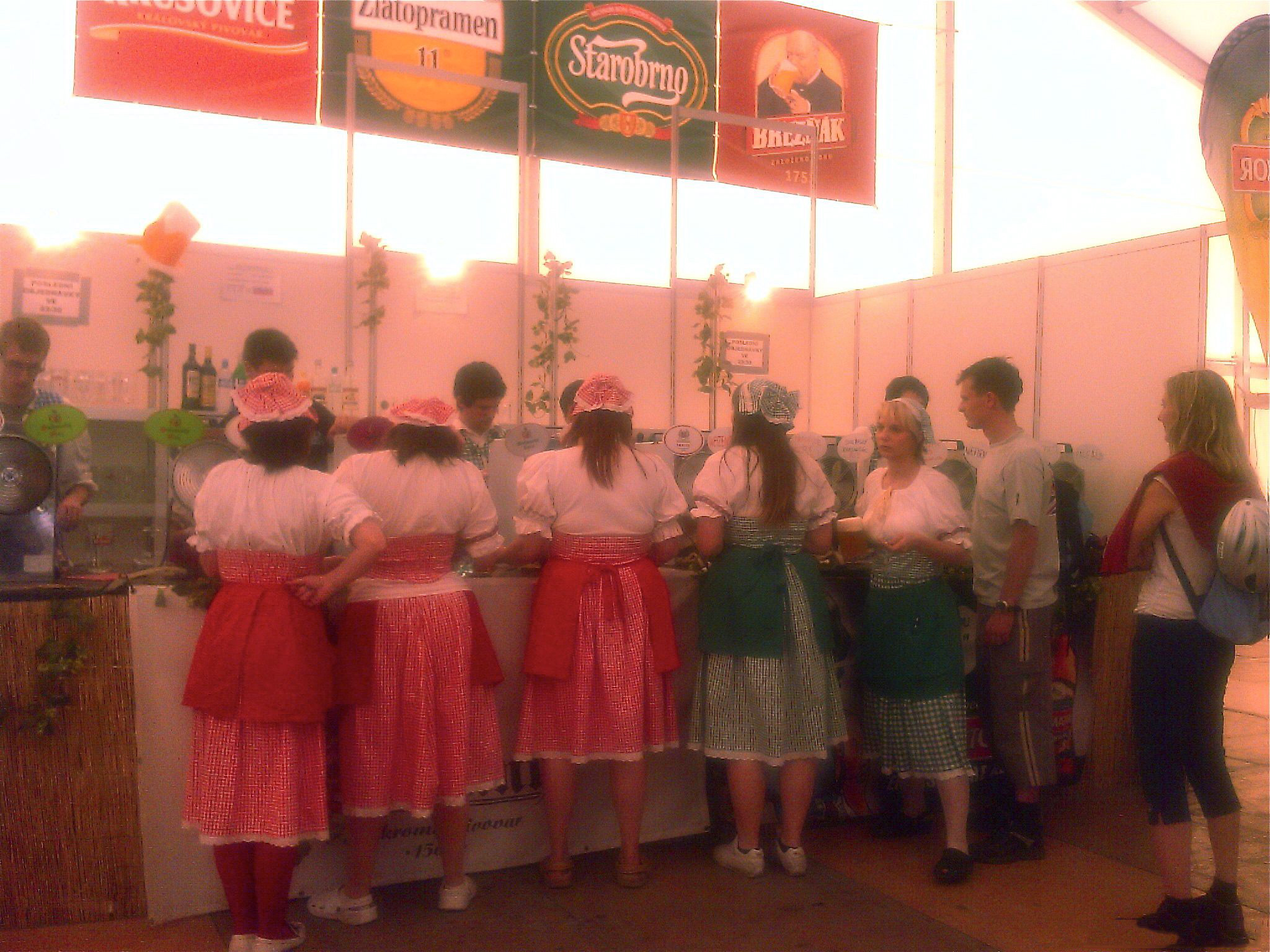
Festival de la bière tchèque

Le Festival de la bière tchèque (Český pivní festival) à Prague est la plus grande fête de la bière de République tchèque et se tient pendant 17 jours chaque année en mai. Il est possible d’y déguster plus de 70 marques différentes de bières tchèques.
La Pilsner Fest est une fête de la bière d'une durée de deux jours organisée chaque année en octobre par la brasserie Pilsner Urquell à Plzeň.